# East Liverpool
East Liverpool est une ville du comté de Columbiana, dans l'Ohio, aux États-Unis.
La population de la ville était de 11 195 habitants au recensement de 2010.
East Liverpool est une ville qui jouxte la rivière Ohio.